# Citroën DS
Citroën DS este o mașină executivă cu motor față, tracțiune față, produsă și comercializată de Citroën între 1955 și 1975 în configurații sedan/fastback, wagon/break și decapotabil, în trei serii.